# Nitrianska Blatnica
Nitrianska Blatnica je obec na Slovensku v okrese Topoľčany v Nitranském kraji. Žije zde přibližně 1 200 obyvatel.

## Historie
Podle archeologických nálezů bylo území obce osídleno už v neolitu. První písemná zmínka o obci pochází z roku 1185 ze závěti majitele obce šlechtice Stojslava, který se zúčastnil válečné výpravy s králem  Bélou III., a v níž byl těžce zraněn. Obec je nazývána jako Sarfew a pozdější názvy jsou Sarfia v roce 1773, Šárfia v roce 1920, Šarfia v roce 1927 a od roku 1948 nese název Nitrianska Blatnica, maďarsky Nyitrasarfő. Šlechtic Stojslav věnoval ves Zoborskému benediktinskému klášteru. V dalším období se vystřídaly různé šlechtické rody. V 15. století patřil majetek šlechticům z Ludanic. V té době se v obci nacházel malý hrad, který měl také právo pořádat každou středu trh. Od novověku až do zrušení poddanství vlastnily půdu tyto rody: nejprve panství Levice, poté Solymós a Esterházy v 16. století, Héderváry, Hunyadi v 17. století, Vay, Plathy, Pálffy a biskupství Nitra v 18. století a v 19. století Zerdahely, Leonhard a další. V roce 1715 měla obec vinice a 31 domácností, v roce 1787 žilo v 81 domech 543 obyvatel a v roce 1828 žilo 638 obyvatel v 92 domech. Hlavní obživou bylo zemědělství. 15. listopadu 1787 postihlo obec zemětřesení.

## Přírodní poměry

### Poloha
Obec leží v severozápadním výběžku Podunajské pahorkatiny v severozápadní části Nitranské pahorkatiny a jihovýchodním úpatí Povážského Inovce na horním toku potoka Blatnica. Nadmořská výška území se pohybuje v rozmezí 192–617 m, střed obce je ve výšce 242 m n. m. V oblasti Nitranské pahorkatiny je území málo členité pokryté druhohorními horninami. V části Povážského Inovce je oblast členěná podélnými hřbety a je krytá spraší.

### Využití půdy
Celková rozloha území obce je 14,3894 km², z toho v roce 2020 připadalo 54 % na zemědělskou půdu. Celkové využití půdy (2020): 42 % orná půda, 3 % vinice, 3 %zahrady, 5 % travnaté plochy. V roce 2023 připadalo 778,25 ha na zemědělskou půdu, z toho 599,65 ha byla orná půda,  43,97 ha vinice, 38,76 ha zahrady, 28,87 ha ovocné sady a 67,01 ha travnaté plochy. Lesy zujímaly 554,08 ha, zastavěná plocha a nádvoří 39,80 ha.

### Sousední obce
Obec sousedí:
|          | Hubina |          |
| Radošina |        | Vozokany |
| Behynce  |        | Krtovce  |

Obcí vede silnice II/499.

## Památky
Mezi kulturní památky v obci náleží:
- kaple – rotunda sv. Jiří z 9. – 10. století, nejstarší rotunda na Slovensku, nachází se lesích nad obcí, pod kopcem Marhát.[11][12]
- starý hřbitov, který se nachází vedle rotundy svatého Jiří[13]
- kaštel z 15. století přestavený do renesanční podoby[14][15]
- anglický park u kaštela[16][14]
- bašta, dříve součást středověkého opevnění, byla začátkem 20. století upravena na kapli Leonhardů[14][17]
- pozdně barokní kalvárie u rotundy sv. Jiří je kulturní památkou od roku 2011. Pískovcové sousoší Krista na kříži s reliéfem klečící sv. Máří Magdalenou a sochy Panny Marie a svatého Jana Křtitele bylo restaurováno v roce 2008.[14][18]

Mezi další pamětihodnosti v obci náleží římskokatolický farní kostel Povýšení svatého Kříže z roku 1820, barokní fara,budova staré školy, vila baronky Leonhardové, židovský hřbitov a další.